# Triteuta
Triteuta was een Illyrische koningin. Ze was de eerste vrouw van koning Agron. 
Enige tijd voor zijn dood scheidde koning Agron van Triteuta en trouwde met Teuta. Triteuta hertrouwde op haar beurt met Demetrius van Pharos. 
Tot de eerste Illyrische oorlog werd kroonprins en de zoon van Agron en Triteuta, Pinnus, opgevoed door koningin Teuta, uiteindelijk zou Pinnus samenspannen met zijn stiefvader Demetrius.